# Cabotatge

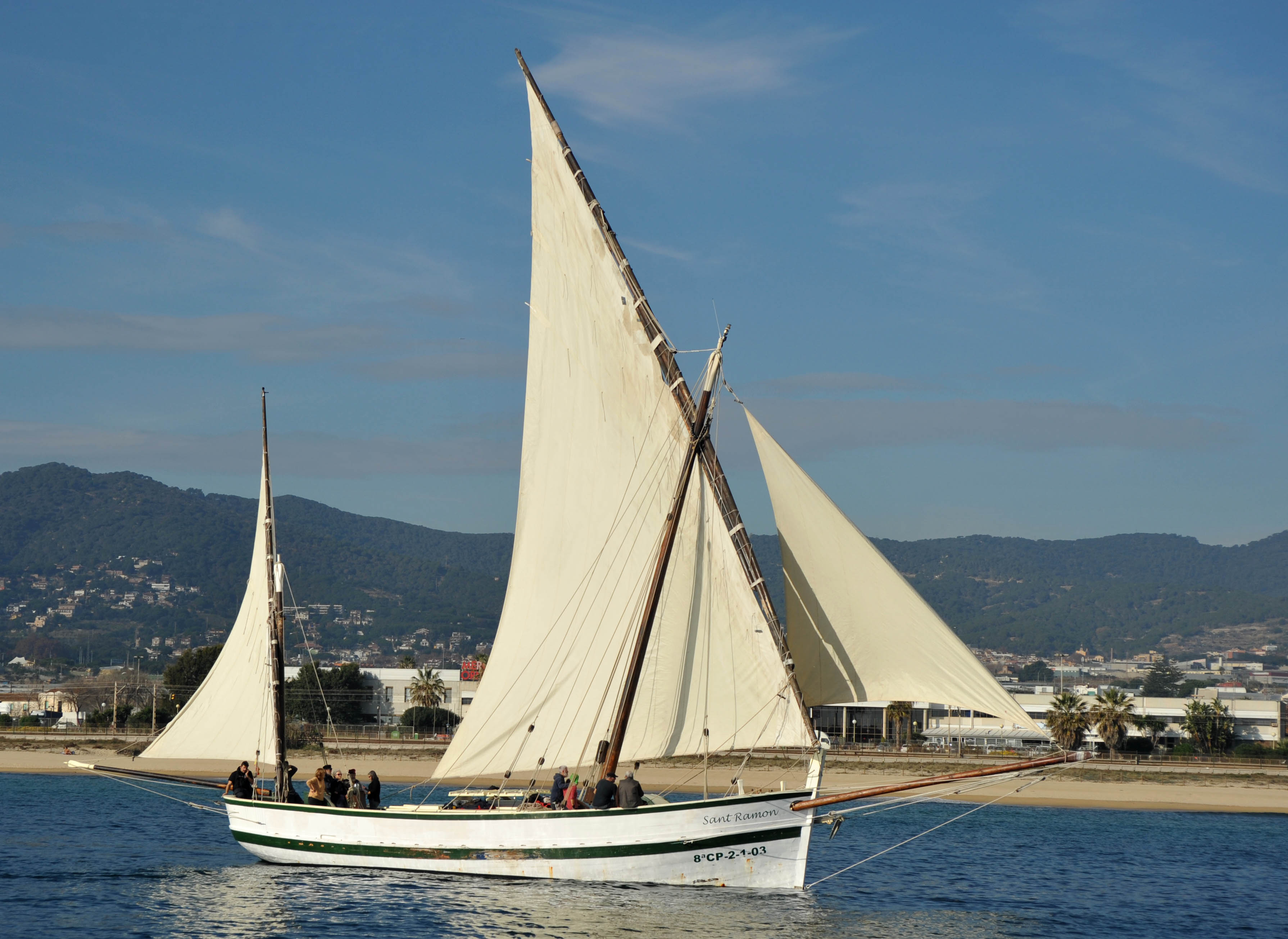
El Sant Ramon, llaüt quillat. Aparellat de barca de mitjana o falutx. Les barques de mitjana foren molt importants en la navegació costanera.

La navegació de cabotatge és una navegació que es fa de port a port al llarg de la costa pel transport de mercaderies.
A Catalunya, la navegació de cabotatge podia arribar fins a Cadis, el Magreb, els ports provençals o de Portugal i va ser molt intens des de finals del segle xviii fins a finals de la primera meitat del segle xix. En la segona meitat d'aquest segle xix, va anar disminuint a mesura que milloraven les vies de comunicació terrestres.

## Lleudes
No es pot entendre la navegació de cabotatge sense els impostos associats. La lleuda era un impost que gravava l'entrada de mercaderies a les ciutats i viles on hi havia mercat. De vegades rebia unes altres denominacions (peatge, portatge, barra, teloni),i d'altres vegades era relacionada amb altres exaccions, com el passatge, la reva i l'hostalatge. En el fons, tots aquest drets formaven part d'un mateix sistema impositiu, que gravava l'entrada de mercaderies per tarifa fixa i no pas ad valorem, con els delmes.
Podem destacar la llista d'aranzels de la lleuda de Barcelona (any 1221), la del port de Tamarit (1243), la de Cotlliure (1249), la de Perpinyà (de mitjan segle xiii), la de Tortosa (1252), la de Cambrils (1258), etc. També es cobraven lleudes a Girona, a Vilafranca del Penedès, al Pla de Barcelona, etc. La lleuda era una de les principals entrades que rebia el monarca en relació amb els diferents llocs del patrimoni reial.
La lleuda de Barcelona recull una mostra notable de les mercaderies més populars de l'època.

## Navegació
La navegació de cabotatge, igual que la navegació d’altura, comporta dues vessants complementàries. La primera fa referència a la maniobra física del vaixell, procurant el seu desplaçament i executant les evolucions adequades. La segona vessant es basa en situar la posició del vaixell amb relació al seu entorn físic.

### Navegació de desplaçament
La navegació física d’una embarcació no depèn de la seva posició amb relació a la costa. Un perfecte coneixement de l'embarcació i de les seves capacitats evolutives permet, fins a un cert punt, evitar les situacions de perill previsibles.

### Navegació posicional
La determinació de la posició d’una nau en navegació costanera es basa en la navegació d’estima i la situació per marcacions. En algunes situacions pot ser aconsellable (o imprescindible) l’ús de l'escandall.
| «                                                    | L'estat del sòl d'Egipte és així: primer, si hom hi navega, quan encara dista de terra un dia de ruta, si tira una sonda, en treurà fang, que trobarà en una profunditat d'onze braces. Això demostra que els efectes de la inundació arriben fins aquí. | » |
| — Històries d'Heròdot. Llibre II, Euterpe. Pàgina 3. | |   |

#### Marcacions tradicionals
Entre els típics punts de referència cal destacar, en les navegacions antigues, les monjoies.

### Perills
Navegar prop de la costa comporta diversos perills. La possibilitat d’embarrancar és més probable que en la navegació d’altura. Un altre perill potencialment greu, especialment navegant amb velers, és deixant la costa a sotavent.

## Vaixells i barques
En cada època la navegació de cabotatge va emprar els bastiment més adients i populars. Hi havia diferents criteris a l’hora d’escollir l'embarcació: la capacitat de càrrega, la velocitat, la reducció de costos, la seguretat, ... Generalment la navegació costanera es feia amb embarcacions petites i, principalment, propulsades a vela (encara que duguessin rems). El transport amb veles era més econòmic.

### Època medieval
Una obra que parla de diferents vaixells medievals fou la següent: Benedetto Cotrugli fou autor d'un llibre de navegació (“De navigatione”; Nàpols 1464) que no es va arribar a publicar, però que es conserva en forma de manuscrit. Es tracta d'una obra que pot consultar-se en una transcripció digitalitzada a cura de Piero Falchetta . També el manuscrit original pot llegir-se de franc (Manuscrit Beinecke MS 557, Yale University Library, Beinecke Rare Book and Manuscript Library).
| «                                     | ...Nave, Caravelle, Sagiectie, Tafaree, Bunçinduri, Balonieri, Pontone, Marsiliane, Marani, Barcosi, Carachie, Barcie, Urche, Burchi, Liuti, ... naus, caravel·les, sageties, tafurees, bucentaures, baleners, pontons (vaixells de fons pla emprats a Catalunya), marsilianes, marrans, barcusiums, carraques, barxes, urques, busos, llaüts,... | » |
| — De Navigatione. Benedetto Cotrugli. | |   |

.
Sense entrar en detalls sobre les embarcacions esmentades per Cotrugli, convé destacar les sagèties i els llaüts. Les sagèties d’aquella època eren molt emprades en el cabotatge. També els llaüts estan àmpliament referenciats en aquest tràfec. Llaüts d’una vela llatina o llaüts de dos arbres. Bastiments emprats fins a l'inici del segle xx.

#### Aspectes legals
La navegació medieval, i també la de cabotatge, estava sotmesa a una sèrie de normes recollides en obres generals especialitzades. Dos exemples catalans reconeguts internacionalment: Llibre del Consolat de Mar i Ordinacions sobre lo fet de la mar.
Una norma de seguretat feia referència a la càrrega màxima que podia portar una nau.
Altres aspectes a considerar eren les condicions de noliejament i les assegurances marítimes. La propietat dels vaixells podia (i a Catalunya solia) repartir-se entre vàries persones en un sistema anomenat de parçoners.

#### Documents medievals
- 1442. Detalls sobre un procés protagonitzat per una sagètia de cabotatge.[21] (o “sagetia”[22]). En els documents originals la denominació del tipus de vaixell és interessant perquè la fa equivalent a calavera o fusta. Arxivat 2017-08-22 a Wayback Machine. La lectura del darrer treball referenciat dona moltes dades sobre l'embarcació capturada per un corsari, les mercaderies transportades i altres aspectes.
- 1488. Arribada a la platja de Barcelona d'una calavera que havia portat dos-cents quintars de pólvora a les tropes que assetjaven Màlaga. Exemple d'un vaixell gros fent una ruta de cabotatge.

## Edat moderna(1500-1789)
Nota: l'anomenada Edad moderna acostuma a definir-se entre els anys 1453 (caiguda de Constantinoble) i 1789 (Revolució Francesa). L'haver escollit una xifra rodona permet incloure les primeres descobertes portugueses i espanyoles en l'època medieval. Època de la creació i evolució dels vaixells i les tècniques de les primeres exploracions.

### 1500-1776
Simplificant molt, els bastiments menors més emprats en cabotatge del mediterrani occidental foren:
- les barques de mitjana (falutx, falutxos)[23]
- les tartanes[24][25][26][27][28][29]
- els llaüts[30][31][32][33][34]
  - La referència més antiga de "llaüt" és catalana.[35]
  - Barca catalana.[36][37][38][39][40][41][42][43]

Altres tipus de vaixells foren importants però menys freqüents:
- els xabecs
- els llondros[44][45][46][47][48][49][50]

- els lugres
- els místics[51][52]
- els patatxos
- els pincs[53][54][55][56][57][58]
- les urques[59][60][61][62][63]
- les zabres[64][65][66][67][68][69]

### 1776-1789
L’any 1776 Carles III va començar a alliberar el comerç amb Amèrica. Decisió que culminaria amb l’anomenat decret de lliure comerç de 1778. La navegació comercial catalana va experimentar un increment espectacular que va suposar un augment proporcional del transport de cabotatge. Hi ha opinions contràries a l'afirmació anterior.

## Cabotatge definit legalment
La definició tradicional de cabotatge (navegació mercant entre ports d’una mateixa costa) es modificà legalment a partir del concepte de duana. A les duanes calia pagar drets per les mercaderies importades i, els vaixells que transportaven aquestes mercaderies provenien de ports estrangers. Seguint, generalment, rutes d’alta mar. Així, des del punt de vista d’un país (estat independent) es definiria un nou cabotatge legislat: aquell que es feia entre els ports d’un mateix país, transportant mercaderies nacionals (o que ja haguessin pagat drets de duana).

### Espanya i colònies alseglexix
| «                                                           | 1º. Se entenderá por “navegación de cabotaje” la que verifican los buques mercantes entre puertos españoles de la península, sin escala en los extranjeros, o entre aquellos y los de las islas adyacentes. Será igualmente considerada como de cabotaje la navegación que se verifique entre: (a) Los puertos del litoral de la isla de Cuba; (b) Los del de la de Puerto Rico; (c) Todos los del Archipiélago Filipino; (d) Los del Archipiélago de Marianas; (e) Los del de Carolinas (f) O los de las islas españolas del golfo de Guinea | » |
| — Ordenanzas de Aduanas. Real decreto de 7 de mayo de 1856. | |   |

## Ampliació del concepte: època actual
Antigament el cabotatge es limitava al transport marítim. Des de fa anys es consideren també: el cabotatge aeri (referit als transports aeris) i el cabotatge terrestre (per carretera i ferrocarril).
En cada cas particular de cabotatge, les definicions i regulacions estan determinades per lleis estatals o de comunitats superiors.